# Mimosa microcephala
Mimosa microcephala är en ärtväxtart som beskrevs av Carl Ludwig von Willdenow. Mimosa microcephala ingår i släktet mimosor, och familjen ärtväxter. Inga underarter finns listade i Catalogue of Life.